# Giovanni Sostero
Giovanni Sostero (Udine, 18 de marzo de 1964 – Udine, 6 de diciembre de 2012) fue un astrónomo amateur italiano. Fue uno de los líderes de la Associazione Friulana di Astronomia e Meteorologia (Friuli, Italia). Fue miembro honorario del Observatorio de Višnjan (Croacia).
Sostero fue miembro muy activo como divulgador científico y publicó muchos trabajos científicos en revistas especializadas en astronomía. Hay más de 1880 citaciones en su nombre en el Sistema de Datos Astrofísicos. Sus campos de investigación fueron los cuerpos menores del Sistema Solar (asteroidesy cometas) y estrellas variables (estrellas simbióticas y supernovas). En particular, descubrió diversas supernovas: 2009jp, 2008ae, 2008F, 2007cl, 2006br, 2006bm, 2006H, 2006B, 2005ly, 2005kz, 2005kc. En 2000 codescubrió una nova en la lGalaxia M31.
El asteroide 9878 Sostero (1994 FQ) fue bautizada en su nombre.
Murió el 6 de diciembre de 2012 debido a complicaciones por un ataque al corazón. Tenía 48 años.
Los "Premios Giovanni Sostero"

 
was created in 2013 and supported thereafter by Elettra - Sincrotrone Trieste en honor Sostero, anteriormente a cargo del laboratorio de metrología de rayos X blandos en las instalaciones.